# Піта чорноголова
Піта чорноголова (Pitta sordida) — вид горобцеподібних птахів родини пітових (Pittidae).

## Поширення
Вид поширений в Південно-Східній Азії від Гімалаїв на схід до Філіппін та численних дрібних островів на сході Індонезії. Мешкає у первинних або вторинних тропічних лісах з густим підліском.

## Опис
Дрібний птах, завдовжки до 20  см. У нього міцне тіло з короткими крилами і хвостами, міцними ногами, видовженими головою та дзьобом. Спина та крила, груди та живіт зеленого кольору. На крилах є блакитна смуга. Голова чорна, іноді з коричневою або помаранчевою шапинкою. Низ живота та підхвістя червоні. Дзьоб чорнуватий з жовтуватою основою, ноги тілесно-чорного кольору, а очі карі.

## Спосіб життя
Харчується равликами, хробаками, комахами та іншими безхребетними, яких знаходить на землі в густому підліску. Сезон розмноження триває з лютого по серпень. Обидва партнери співпрацюють у будівництві гнізда, яке має вигляд кулястої структури, яка розташована на землі, складена з гілочок та переплетеного рослинного матеріалу та викладена всередині листям та мохом. Самиця відкладає 2-4 яєць. Інкубація триває близько 17 днів.

## Підвиди
Виділяють 12 підвидів:
- Pitta sordida sordida, номінальний підвид, широко поширений на Філіппінах (крім Палавана);
- Pitta sordida abbotti Richmond, 1902, ендемік Нікобарських островів;
- Pitta sordida bangkana Schlegel, 1863, ендемік островів Бангка і Белітунг;
- Pitta sordida cucullata Hartlaub, 1843, поширений з півночі Індії на південь Китаю та до Індокитаю;
- Pitta sordida forsteni (Bonaparte, 1850), на півночі Сулавесі;
- Pitta sordida goodfellowi White C. M. N., 1937, ендемік островів Ару;
- Pitta sordida mefoorana Schlegel, 1874, ендемік острова Нумфор;
- Pitta sordida mulleri (Bonaparte, 1850), поширений на Малайському півострові, на Суматрі, Яві, Борнео і на островах Сулу;
- Pitta sordida novaeguineae Müller, & Schlegel, 1845, поширений на Новій Гвінеї та сусідніх островах;
- Pitta sordida palawanensis Parkes,1960, ендемік острова Палаван;
- Pitta sordida rosenbergii Schlegel, 1871, ендемік острова Біак;
- Pitta sordida sanghirana Schlegel, 1866, ендемік островів Сангіхе.